# Trilinearni koordinatni sistem
Trilinearni koordinatni sistem opisuje lege točk glede na dani trikotnik. Trilinearne koordinate opisujejo relativne razdalje od treh stranic trikotnika. Trilinearne koordinate spadajo med homogene koordinate. Običajno govorimo o trilinearnih koordinatah. Trilinearne koordinate so povezane s težiščnim koordinatnim sistemom.

## Zgledi
Središče včrtanega kroga trikotnika ima trilinearne koordinate, ki jih označujemo kot 1 : 1 : 1. To so usmerjene razdalje od središča včrtanega kroga do posameznih stranic trikotnika. Te razdalje so proporcionalne pravim razdaljam. Označevanje x : y : z moramo ločiti od pravih razdalj, ki so enake (kx, ky, kz) in jih uporabljamo za označevanje urejene trojice . Pri tem je 
{\displaystyle k={\frac {2\sigma }{ax+by+cz}}}
kjer je 
- {\displaystyle a\,} dolžina stranice BC
- {\displaystyle b\,} dolžina stranice CA
- {\displaystyle a\,} dolžina stranice BC
- {\displaystyle c\,} dolžina stranice AB
- {\displaystyle \sigma \,} površina trikotnika ABC

Trilinearne koordinate nekaterih točk v trikotniku:
- A =  1 : 0 : 0 (oglišče A)
- B =  0 : 1 : 0 (oglišče B)
- C =  0 : 0 : 1 (oglišče C)
- središče včrtane krožnice = 1 : 1 : 1
- težišče = bc : ca : ab = 1/a : 1/b : 17c
- središče očrtane krožnice = cos A : cos B : cos C
- višinska točka (ortocenter) =  sec A : sec B : sec C
- Eulerjev krog (Feuerbacherjev krog ali krožnica devetih točk) = cos(B − C) : cos(C − A) : cos(A − B).
- simediana (Lemionova ali Grebejeva točka) = a : b : c = sin A : sin B : sin C

Trilinearne koordinate so lahko tudi negativne, v tem primeru leži točka zunaj trikotnika. 
Zgledi z negativnimi trilinearnimi koordinatami
- središče tangentne krožnice nad stranico {\displaystyle a\,} ima trilinearne koordinate enake  -1 : 1 :1
- središče tangentne krožnice nad stranico {\displaystyle b\,}  1 : -1 :1
- središče tangentne krožnice nad stranico {\displaystyle c\,}  1 : 1 : -1

## Uporaba
Trilinearne koordinate omogočajo uporabo mnogih metod v geometriji trikotnika. Primer:
Imamo tri točke s trilinearnimi koordinatami
P = p : q : r
U = u : v : w
X = x : y : z
Te točke so kolinearne samo in samo, če je determinanta
{\displaystyle D={\begin{vmatrix}p&q&r\\u&v&w\\x&y&z\end{vmatrix}}}
enaka nič.